# Geografía de Camerún
Camerún se encuentra situado en el golfo de Guinea. 
Limita al norte y al oeste con Nigeria, al sur con Gabón, Guinea Ecuatorial y la Congo Brazzaville al este con la República Centroafricana y Chad. Al oeste limita con el océano Atlántico. 
En el país se distinguen varias regiones. Una de ellas es la región litoral que va desde la costa fronteriza con Nigeria hasta la fronteriza con Guinea Ecuatorial. La ciudad más importante de la costa de Camerún es Buea. Posteriormente la altura del país se va elevando gradualmente: así, Douala se encuentra casi al nivel del mar, en el estuario del río Wouri y Yaundé se encuentra situada ya a unos 700 metros sobre el nivel del mar. Pasado Yaundé se encuentra un macizo montañoso que separa esta zona del país de la del norte. La ciudad más importante de esta zona montañosa es Tibesti. El norte el territorio es más llano. Las ciudades más importantes del norte de Camerún son Garoua y Maroua. En el extremo norte del país se encuentra una porción del lago Chad. En el sur y el sureste el territorio se convierte en selva, la cual se va haciendo más espesa a medida que nos acercamos a la frontera con el Congo Brazzaville. En la meseta oeste (cordillera de Camerún), en la frontera con Nigeria, se encuentra la zona anglófona del país, cuya ciudad más importante es Bamenda.

## Relieve

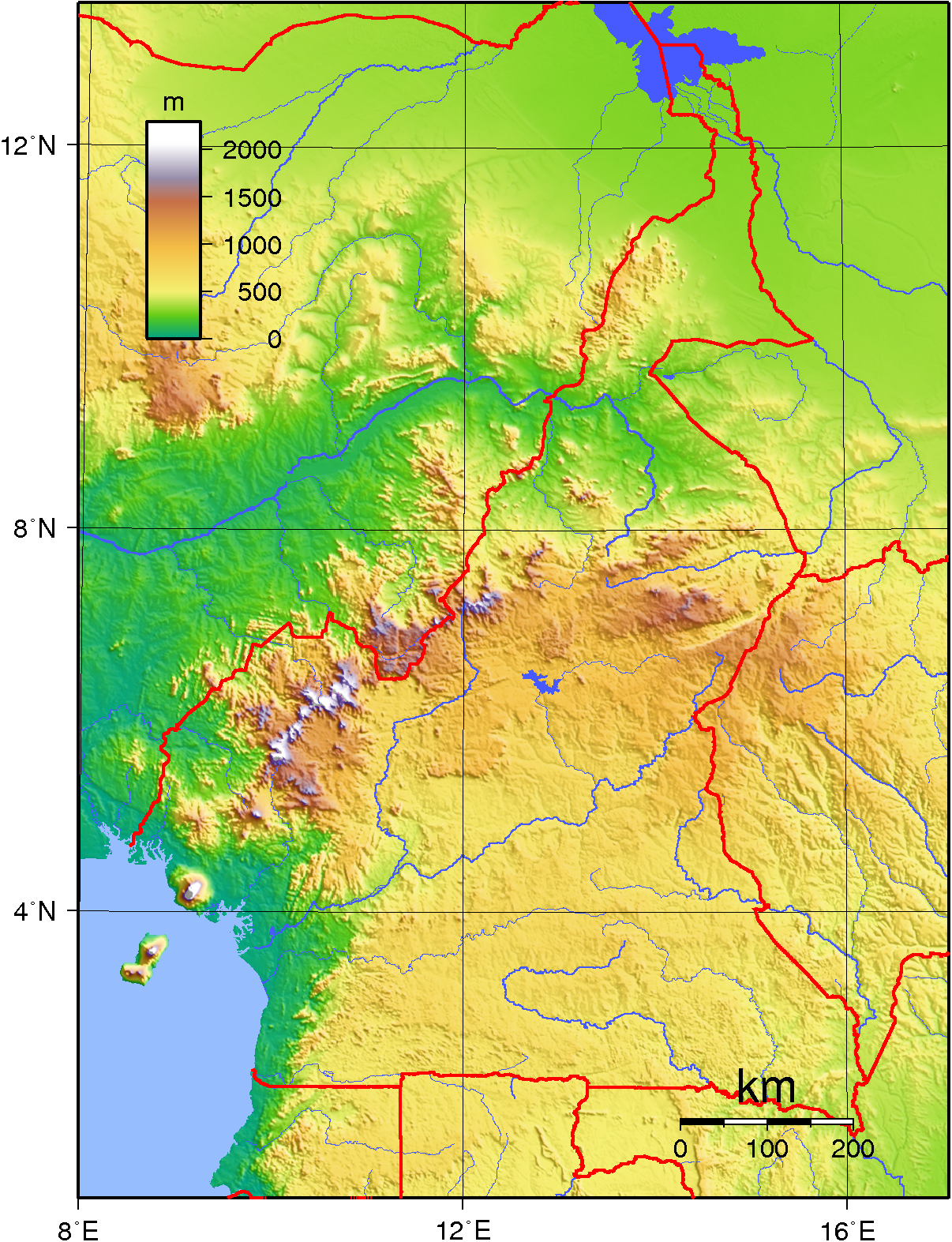
Mapa topográfico de Camerún.

Se pueden distinguir 3 conjuntos principales:
- Las tierras bajas: el valle de Manfait, el valle de Benue y las llanuras del norte.
- Mesetas: principalmente al sur de Camerún, con una altitud media de 650 metros y la meseta de Adamoua, que es un macizo tectónico que llega a los 1100 m, en promedio,
- Las tierras altas: las tierras altas del oeste, cubiertas con efusiones basálticas dispuestas en filas llamadas la Dorsal Camerunesa. Los mayores relieves van desde 1500 a 4000 m y los picos más conocidos son los montes Mandara, Alantika, y el macizo del monte Oku, los Bamboutos, el Manenguba y el monte Camerún.

## Clima y biogeografía

Mapa de Köppen del clima de Camerún. En rojo, desértico cálido; en calabaza, semiárido; en azul claro, trópical de sabana; en azul medio, monzónico, y en azul oscuro, ecuatorial.

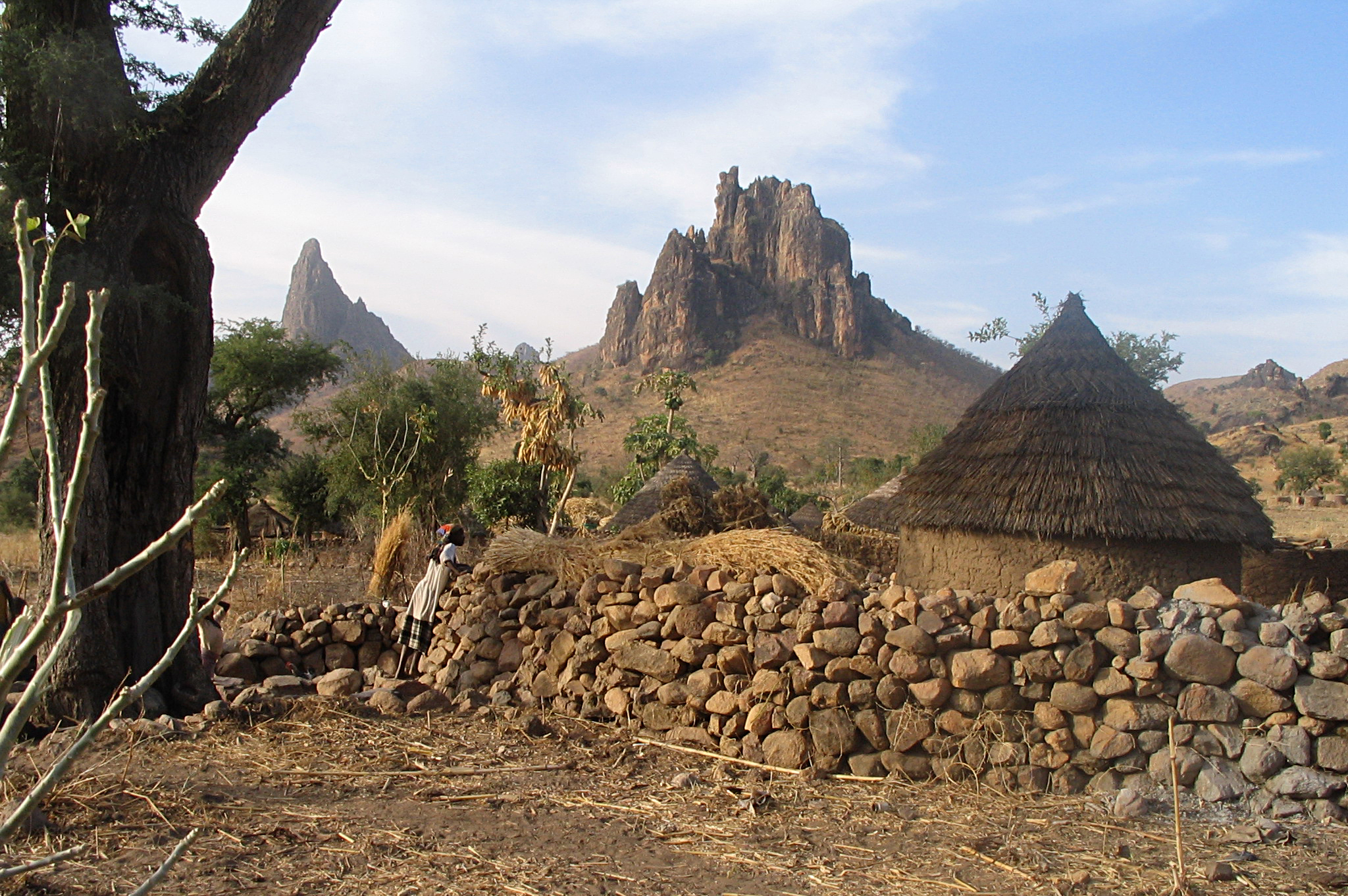
Paisaje de Rhumsiki en el norte de Camerún

En Camerún, el clima es tropical, semiárido en el norte y húmedo y lluvioso en el resto del país, con una zona ecuatorial cerca de la costa. En prácticamente todo el país, hay una estación seca en invierno y una húmeda en verano debido al monzón, corto en el norte y largo en el sur. A lo largo de la costa se producen chaparrones todo el año. A orillas del lago Chad caen menos de 600 mm anuales, mientras que en la costa se superan los 3000 mm.

### La zona ecuatorial
Se caracteriza por abundantes precipitaciones, altas temperaturas y constante amplitud térmica, dando lugar a una vegetación baja y degradada según se va alejando del ecuador. Hay dos variantes
- Clima tipo Guineano

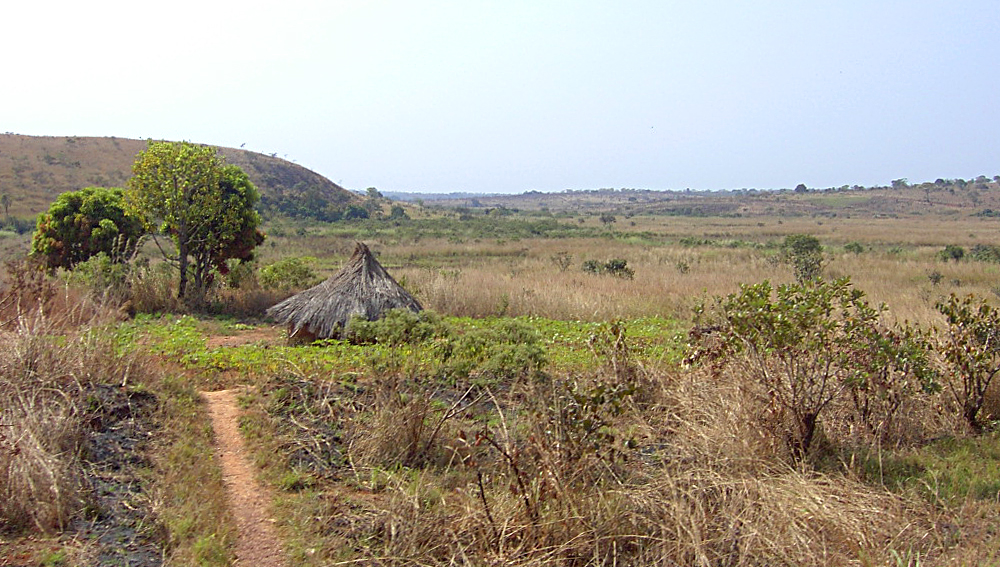
meseta de Adamawa, cerca de Ngaoundal

Reina en una  parte de la costa y en la meseta del sur de Camerún; cuenta con 4 estaciones bien definidas. Una temporada de lluvias, una larga estación seca, una breve estación seca y una breve  temporada de lluvias.
En Yaundé, capital de Camerún y también de la región del Centro, caen unos 1.540 mm bastante repartidos. En diciembre y enero caen 20 mm, entre marzo y junio caen más de 100 mm, con 200 mm en mayo, desciende en julio a 75 mm y vuelve a subir hasta un máximo de 295 mm en octubre, con 95 mm en noviembre. Las temperaturas oscilan entre 20 y 30.oC en enero, y 19 y 27.oC en mayo, por lo que son muy homogéneas. El cielo suele estar nuboso, incluso en el periodo seco de diciembre a febrero. 
La región Central está formada por rocas cámbricas y metamórficas, con dominio del granito en la frontera con la meseta de Adamawa. Los suelos ferruginosos, rojos, aunque profundos, son poco útiles para la agricultura. En la confluencia de los ríos Sanaga y Mbam hay una mezcla de distintos tipos suelos. La región forma parte de la meseta Sudcamerunesa, al sur de la meseta de Adamawa y al sudeste de la cordillera de Camerún. La altitud varía entre 500 y 1.000 m, excepto en los valles del río Sanaga y tributarios, donde desciende hasta 200 m. El clima es de tipo guineano, con lluvias entre 1000 y 2000 mm anuales, mayores en el sur. La media de temperaturas es de 24.oC. La estación seca larga dura de diciembre a mayo, luego hay una corta estación húmeda, de marzo a junio, otra seca corta, entre julio y agosto, y otra lluviosa larga, de finales de agosto a mediados de noviembre.
La vegetación es densa, especialmente en el sur, donde domina el bosque húmedo, con árboles de hasta 40 m de altura y grandes raíces, entre ellos el metel, la Guibourtia, el iroco, la caoba y el obeche. El bosque ha desaparecido en los valles de los ríos Djérem, Mbam y Noun, y en el extremo norte, donde hay sabana arbolada. Hay plantaciones de banana, taro y ñame, aunque el rey es el cacao. También se cultiva caña de azúcar, arroz, café, tabaco y palma de aceite.
- Clima tipo Camerunés

Reina en las proximidades del monte Camerún y se extiende hasta la desembocadura del Sanaga abarcando las tierras altas del oeste. Su característica es la superabundancia de lluvia que caen en una estación anual de 9 meses. 
En Duala, capital de la región del Litoral, caen 3.600 mm anuales, con un periodo seco entre diciembre y febrero (30-50 mm cada mes) y un largo húmedo entre marzo y noviembre que culmina en julio y agosto con más de 600 mm. En este último mes llueve 30 días y caen 690 mm. Las temperaturas, muy homogéneas, oscilan entre 23 y 32.oC en enero y 23 y 28.oC en agosto.
En la región del Sur, en la costa meridional, al sur de la meseta Sudcamerunesa, el terreno asciende desde el mar hasta los 300-600 m. las lluvias en la línea costera son de 2000-3000 mm y en el interior de 1500-2000 mm, con una estación más seca de diciembre a mayo y otra menos seca en julio-agosto. La región está cubierta de bosque húmedo y manglares en la costa. La población está formada en su mayoría por etnias bantúes. La agricultura incluye taro, maíz, mandioca, yuca, cacahuetes, y grandes plantaciones de cacao.

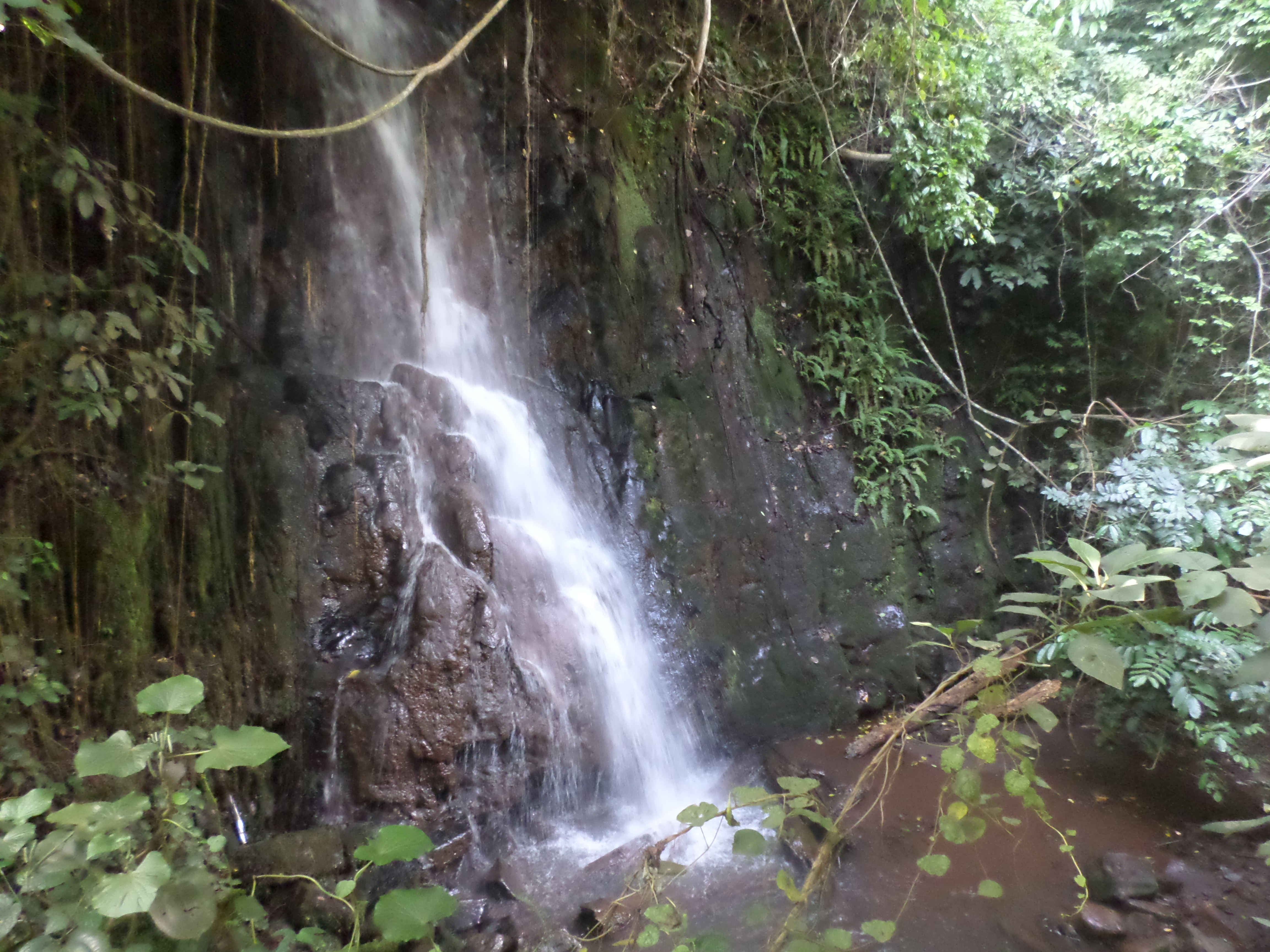
cascada en los montes Bamboutos.

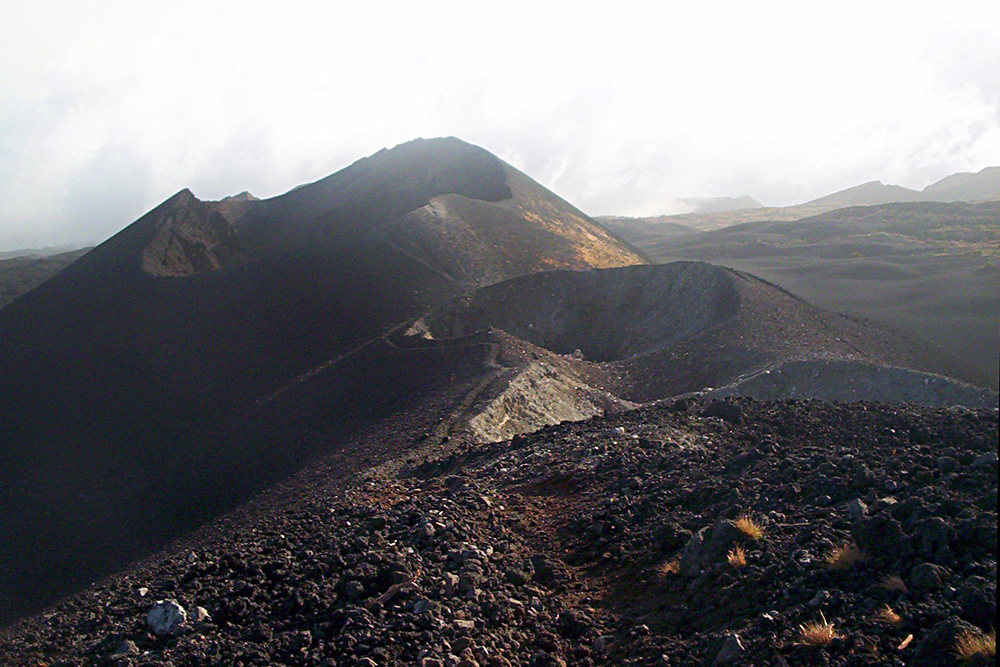
Calderas de la cima del monte Camerún.

La cordillera de Camerún incluye la meseta alta occidental de Camerún, una cadena montañosa volcánica al sudoeste del país, cerca de Nigeria, y que se prolonga hacia el mar en el monte Camerún, de 4.040 m de altura. En la meseta, las lluvias son de 1000 a 2000 mm y disminuyen hacia el norte. Hay una estación seca de diciembre a febrero y las temperaturas medias descienden hasta los 20.oC. Aquí nace el río Cross y algunos tributarios del río Sanaga. Al oeste se encuentran los montes Bamboutos, sistema volcánico que bordea Nigeria culmina en el monte Oku, a 3011 m. Las lluvias superan los 2500 mm. La tierra volcánica, con grandes pendientes, es poco fértil.
- El monte Camerún es una excepción, pues se eleva frente al mar bruscamente hasta superar los 4.000 m y recibe de lleno todos los vientos. Una serie de observatorios han registrado las lluvias a lo largo de los últimos 30 años y han obtenido mediciones que varían extraordinariamente. En Idenau, desde un máximo anual de 12.449 mm hasta un mínimo de 3.303 mm, con una media de 8.392 mm. En Debundscha, desde un máximo de 16.965 mm hasta un mínimo de 4.153 mm, con una media de 9.086 mm. Ambas, estaciones en la costa occidental, a poca altitud. En el lado contrario, al nordeste de la costa, las lluvias descienden, en Tole, a 700 m, de 4.978 a 1.503 mm, y en Moliko, a 400 m, de 2.867 a 1.356 mm, con una media de 2.141 mm. En Mpundu, aún más al norte, a 40 m y 44 km de la costa, la media es de 2.085 mm, con un mínimo de 438 mm y un máximo de 5.246 mm. En los lugares más húmedos, las precipitaciones superan los 1.000 mm entre junio y octubre, con lluvias casi diarias, y en los secos, bajan de 20 mm en diciembre y enero. Por otro lado, de noviembre a abril se pueden dar invasiones de polvo procedente del Sahara debidos al harmatán, que reducen la visibilidad por polvo a menos de 1 km entre 1.000 y 3000 m de altitud.[2]

### La zona tropical
Tiene 2 variantes:
- Clima tropical sudanés

En el centro del país. Con temperaturas altas y lluvias son poco abundantes, cuenta con 2 estaciones: una lluviosa de 7 meses (muy cálida de mayo a junio y de julio a octubre fresca y muy húmeda) y una seca de 5 meses (de noviembre a enero). 
En Ngaoundéré, a 1.200 m de altitud en la meseta de Ngaoundéré, en la región Adamawa, caen 1.540 mm, con más de 100 mm entre abril y octubre, y máximos de más de 200 mm entre junio y septiembre. Apenas llueve entre noviembre y marzo. Las temperaturas oscilan entre 12 y 30.oC en enero, 17 y 30.oC en abril, y 17 y 25.oC en agosto, con 285 mm y 23 días de lluvia. En la meseta de Ngaoundéré se halla el estratovolcán de Tchabal Nganha, de 1.927 m. En esta zona, los principales ríos desembocan en el río Logone, y este en el lago Chad. 
Al sur, se halla la meseta de Adamawa, que se extiende desde Nigeria a través de Camerún hasta la República Centroafricana, con una altura media de 1.000 m y cimas que superan los 2000 m. En la frontera con Nigeria, esta región está compuesta por granito y otras formaciones metamórficas. Las lluvias oscilan entre 900 y 1500 mm, y descienden hacia el norte. En el centro y oeste, donde nace el río Benue, hay importantes minas de bauxita y el nordeste está cubierto de rocas basálticas. Los suelos son lateríticos en su mayoría, rojos y ferruginosos, lavados por las intensas lluvias. La región limita al sur con la meseta Sudcamerunesa, de clima ecuatorial guineano.
Esta región de transición entre el bosque guineano y la sabana del Sahel está ampliamente humanizada. La sabana apenas tiene árboles, aunque crecen hasta los 1800 m, con predominio de bambúes y helechos. En la zona de transición del sur se halla el parque nacional de Mbam y Djerem, con 4.200 km².
- El clima tropical del Sahel

Las temperaturas son altas, pero con gran irregularidad en las lluvias. En Maroua, en la región del Extremo Norte, cuenca del lago Chad, caen unos 760 mm anuales, casi todos entre mayo y septiembre, con lluvias torrenciales que superan los 200 mm en julio y en agosto, y prácticamente nada entre noviembre y marzo, lo que da lugar a un paisaje saheliano. La tierra es llana en el norte, aluvial, entre 200 y 500 m de altitud. En el sudoeste se encuentra el macizo de Mandara, de origen volcánico, que culmina en el monte Tourou (Turú), de 1.140 m. En esta zona se halla la población de Rhumsiki, en la frontera con Nigeria, relativamente turística por los pitones volcánicos. En esta zona cálida, las temperaturas oscilan entre 17 y 32.oC en enero; de 25 a 40.oC, en mayo, antes de las lluvias, y de 21 a 30.oC en agosto, cuando las lluvias superan los 230 mm. Predomina la sabana con matorrales y árboles, entre los que  destacan los baobabs, los Faidherbia, un árbol perenne y espinoso, y el árbol de karité. En la zona se hallan el parque nacional de Waza, de 1700 km² y el más pequeño de  Kalamaloué, de 45 km²; en ambos hay guepardos, elefantes, jirafas, leones, hienas, leopardos, cocodrilos, hipopótamos, etc. Las lluvias, de 400 a 900 mm, aumentan en las montañas Mandara. Hay unos 50 grupos tribales en el norte, con dominio de los fulani.

## Hidrografía

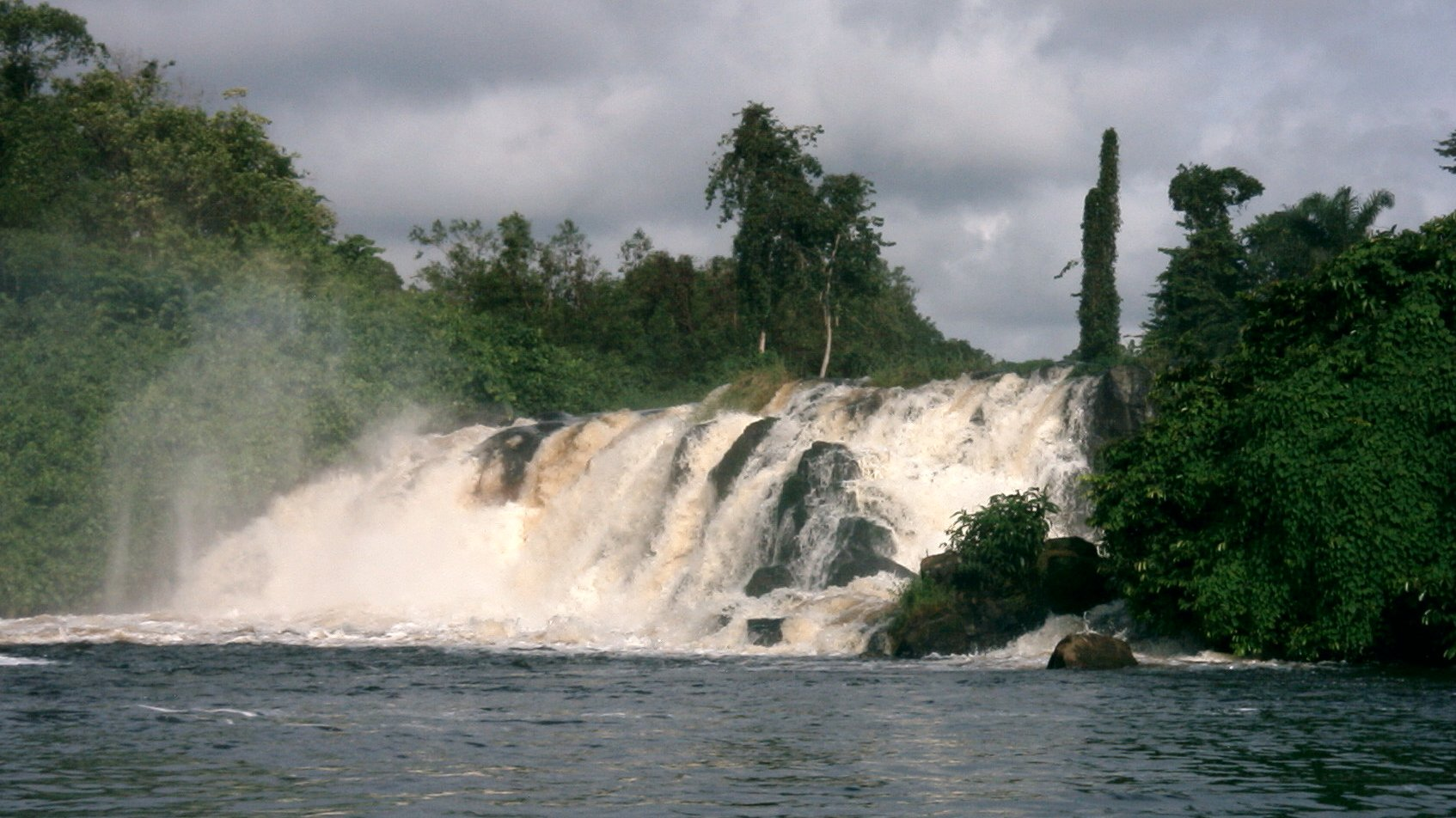
Cataratas del río Lobo.

### Cuencas hidrográficas y ríos
Los principales ríos de Camerún son los siguientes:
- en la cuenca del océano Atlántico: el Wouri, el  Nkam, el Noun, el río Sanaga (918 km) y el río Nyong (640 km);
- en la cuenca del río Congo: el Bok, el Lobe, el Sangha y el río Dja;
- en la cuenca del río Níger: el Mayo Kebbi, el río Benue (1.370 km) y el Faro;
- en la cuenca del lago Chad: el río Logone (950 km), el Vina y el río Chari (1400 km).

El Sanaga es el río más largo de los que discurre íntegramente en Camerún (918 km).

### Lagos
Los principales lagos de Camerún son, según el tipo, los siguientes:
- lagos de cráter: lago Oku, lago Tizong, lago Bini, lago Barombi y lago Nyos
- lagos de subsidiencia : lago Ossa, lago Dissoni y lago Ejagal;
- lagos de cubeta: lago Chad y lago Fianga;
- lagos artificiales: lago Bamendjing (en el río Noun) y el lago Mbakaou (en el río Djerem, el curso alto del Sanaga).

## Hidrología - balance hídrico del país
Las precipitaciones que caen en el país son bastante abundantes, en promedio, alimentando ríos que  a menudo tienen bastante caudal.
Según Aquastat, el nivel de precipitación anual promedio es de 1604 milímetros para un área de 475.440 kilómetros cuadrados, un volumen de precipitación anual de 762,61 kilómetros cúbicos.
De este volumen de precipitación, la evapo-transpiración y la infiltración consumen 494,61 km³. Quedan 268 kilómetros cúbicos de agua superficial producidos en el país (interior). Además cada año se produce una cantidad de agua subterránea renovable de 5 kilómetros cúbicos, también en el interior del país. Todo hace un volumen total de 273 kilómetros cúbicos de agua producida internamente.
El país también recibe agua de los países vecinos, a saber 4 km³ de la República de Chad representa el flujo de los afluentes del río Benue (Mayo Kebbi) y 8,5 km³ de Chad formada por la mitad del caudal de 17 km³ del Logone, río fronterizo. Haciendo un total de 12,5 km³ de origen externo.
Los recursos hídricos del país, por lo tanto, ascienden a un total de 285,5 kilómetros cúbicos. Para una población de unos 18 millones de personas, la cantidad anual de agua disponible por habitante y año es, pues, más o menos de 15.800 metros³, que es muy alta.
Cabe agregar que una parte del volumen de agua producida en el país, que asciende a 40 km³ al año, abandona el territorio, y llega a los siguientes países:
- Hacia Nigeria: 29 km³ (el río Benue y sus afluentes)
- Hacia Chad: 4,7 km³ (el Logone)
- Hacia la República del Congo: 6,3 km ³ (el Sangha y sus afluentes, como el Dja)

## Etnias de Camerún

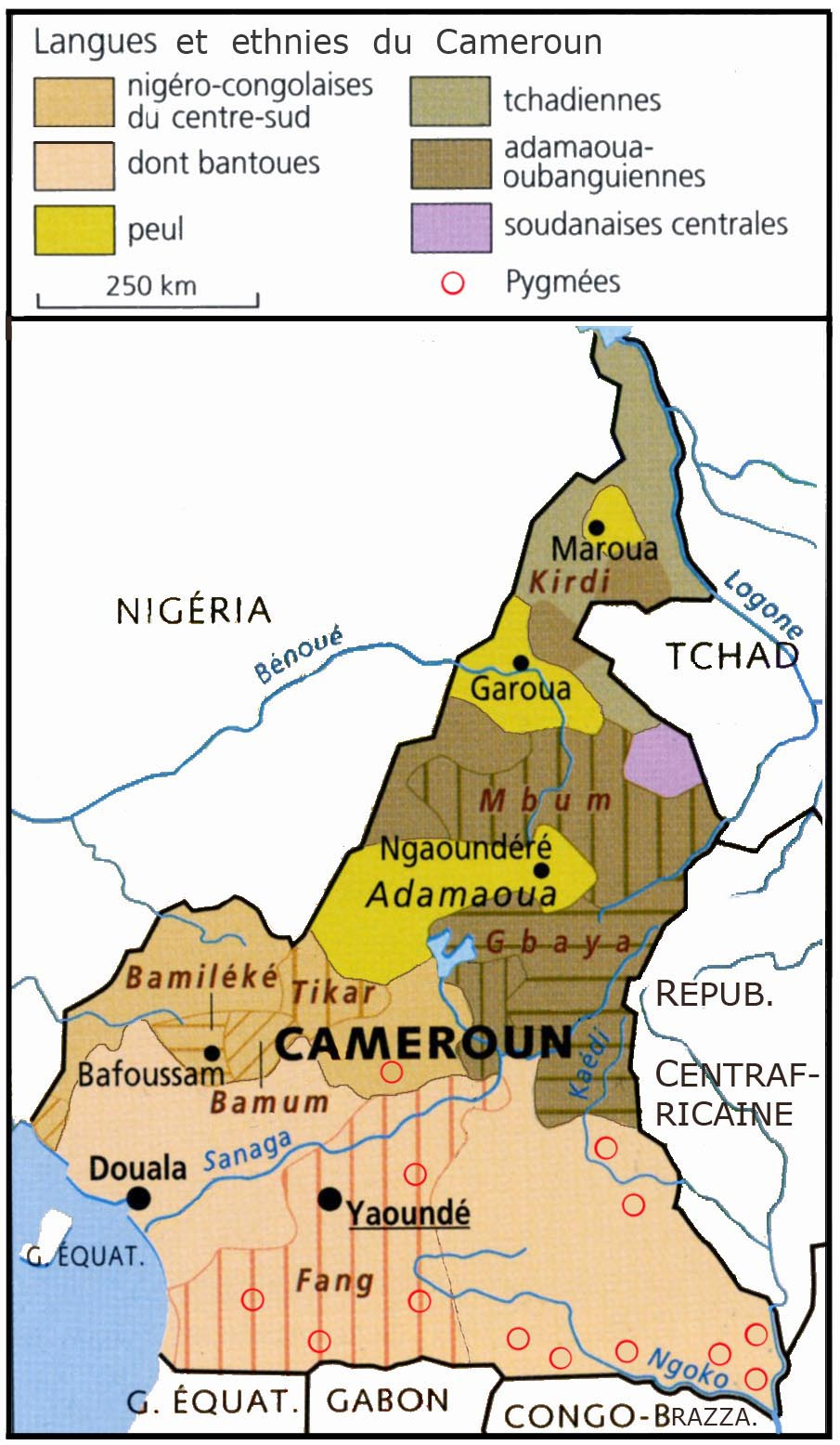
Lenguas y etnias de Camerún

En Camerún conviven unos 250 grupos étnicos diferentes que forman cinco grandes regiones culturales:
- Los pueblos de las mesetas occidentales, entre ellos la confederación Bamileke, del grupo étnico bantú, formada por unas 90 entidades políticas con más de 2 millones de habitantes, los bamún y los tikar.
- Los pueblos de los bosques costeros tropicales, entre ellos los pueblo bassa (más de 500.000), los duala, que forman parte de los sawa, y otros pueblos de la costa.
- Los pueblos de los bosques tropicales del sur, que incluyen los beti-pahuin (más de 5 millones), los bulu (unos 150.000), los ewondo (unos 250.000), los fang (más de 3 millones en Camerún) y los pigmeos baka.
- Los pueblos de las regiones semiáridas del norte y centro que corresponden al Sahel, entre ellos los peuls o fulani (casi 3 millones en Camerún, de un total de 40 millones, de los que 17 millones viven en Nigeria).
- Los kirdi, un conjunto de etnias del norte de Camerún y Chad, así llamados de forma despectiva (paganos) por las etnias islamizadas de la zona, como los fulani). Entre los pueblos figuran los bata, los fali, los fata, los gemjek, los guidar, los giziga, los hurza, los kapsiki, los mada, los mafa, los massa, los matakam, los mofu, los mora, los musgum, los muyang, los uldeme, los podoko, los tupuri, los vame y los zulgo. Hablan lenguas chádicas y lenguas adamawa.

## Áreas protegidas de Camerún

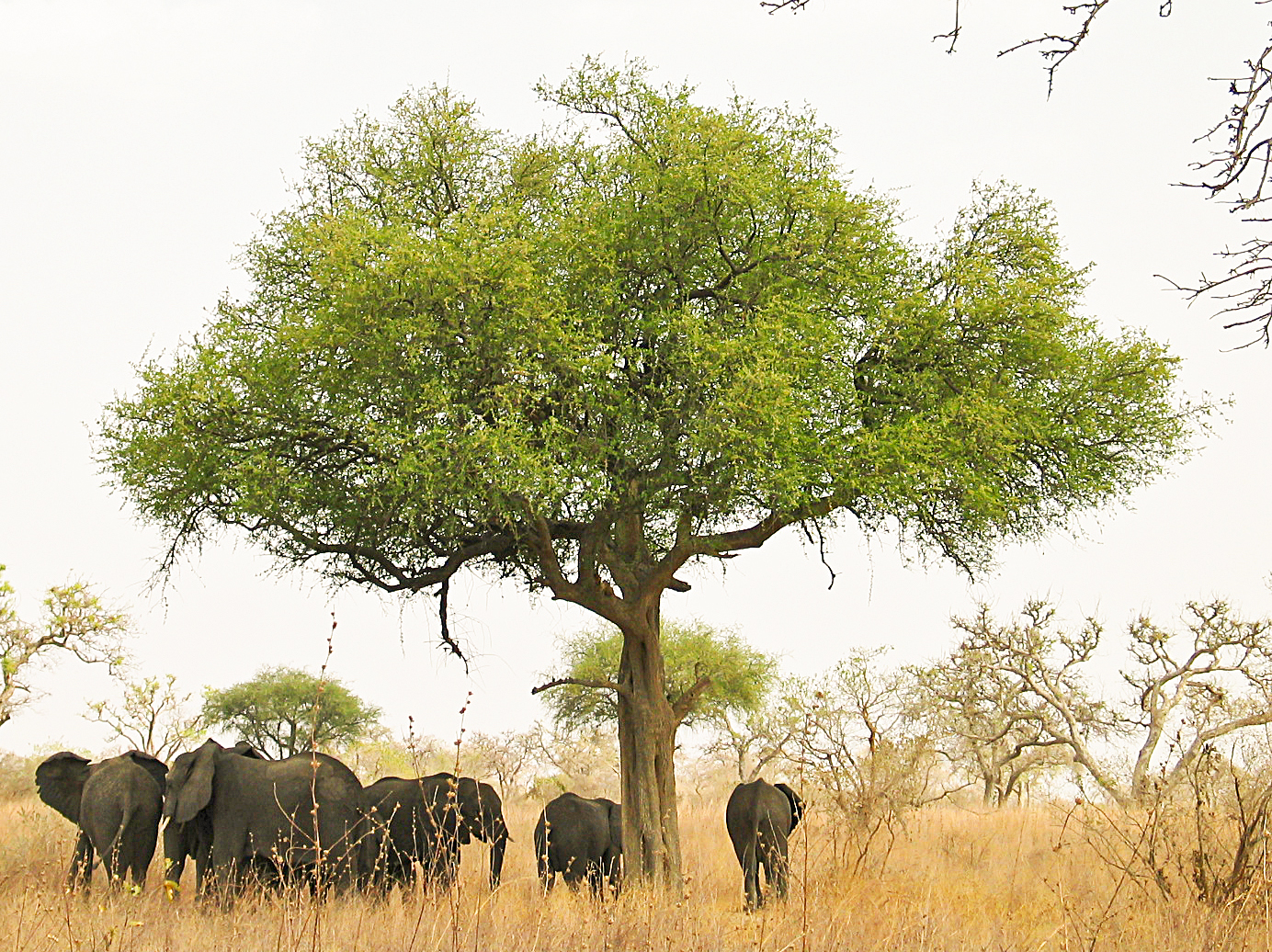
Elefantes en el parque nacional de Waza.

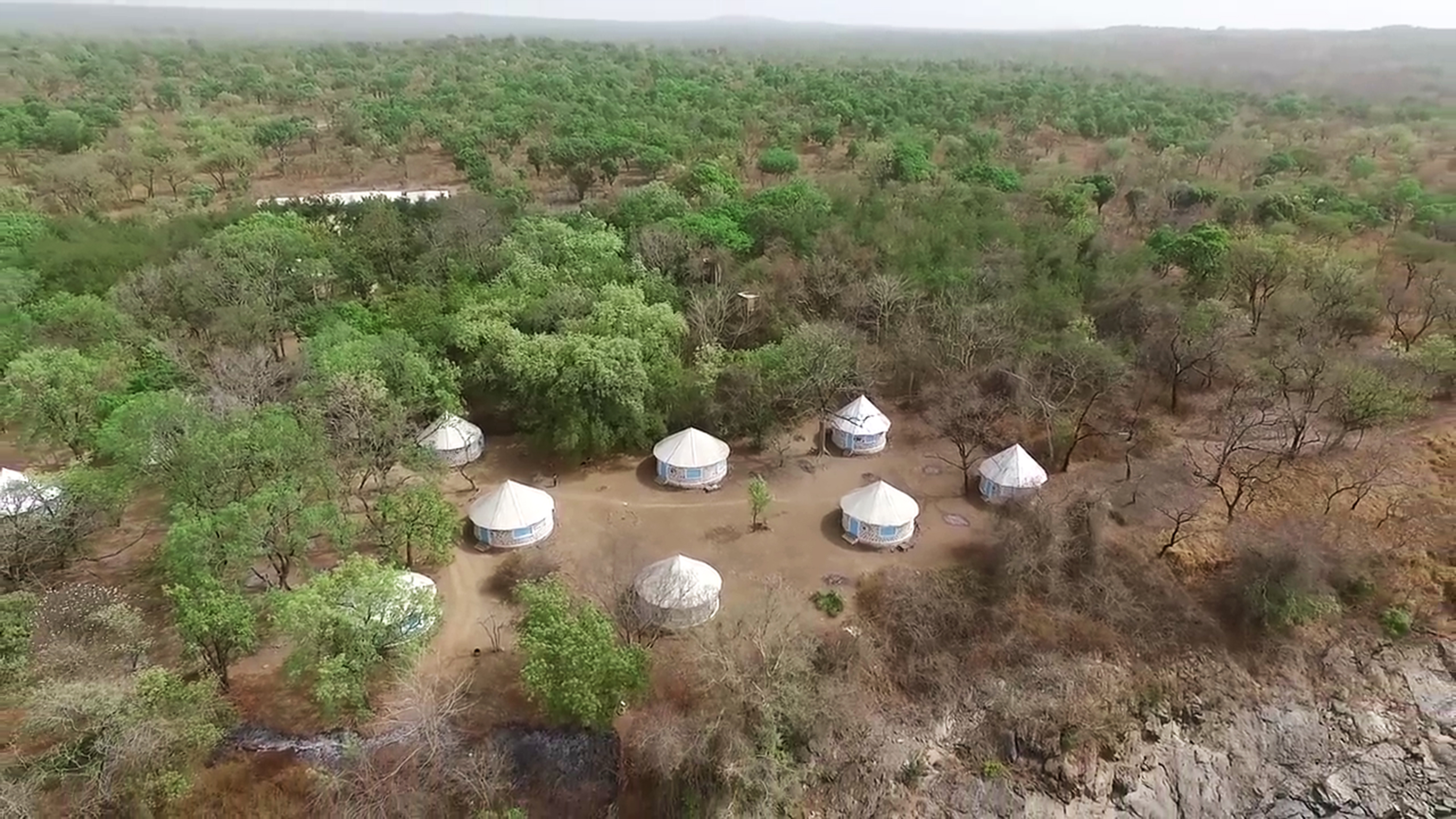
Parque nacional de Bénoué a vista de dron.

En Camerún hay casi 50.000 km² de territorio protegido, el 10,6 por ciento de la superficie del país, y 502 km² de superficie marina, un 3,41 por ciento de las aguas territoriales, unos 14.700 km². En total, hay 26 parques nacionales, 6 santuarios de la vida salvaje y 5 reservas de fauna.

### Parques nacionalea
- Parque nacional de Bakossi, 293,2 km²
- Parque nacional de Bénoué, 1.800 km²
- Parque nacional de Boubandjida, 2.200 km²
- Parque nacional de Boumba Bek, 2.382 km²
- Parque nacional de Campo-Ma’an, 2.604 km², fronterizo con la Reserva natural de Río Campo, de Guinea Ecuatorial (330 km²).
- Parque nacional del Faro, 3.300 km²
- Parque nacional de Korup, 1.260 km²
- Parque nacional de Lobéké, 2.178 km², sudeste de Camerún. Junto con el parque nacional de Nouabalé-Ndoki (3.921 km²), de la República del Congo, y el parque nacional Dzanga-Ndoki (1.143 km²), de la República Centroafricana, forma el Sitio trinacional de Sangha, unido por un corredor al parque nacional de Boumba Bek.
- Parque nacional de Mbam y Djerem, 4.235 km²
- Parque nacional de Nki, 3.093 km²
- Parque nacional de Takamanda, 676 km²
- Parque nacional de Waza, 1700 km². Parte de una amplia zona de sabana en el norte, junto con el parque nacional del Faro, fronterizo con Nigeria y el parque nacional de Kalamaloué, en la frontera con Chad.
- Parque nacional del Valle del Mbéré, 741 km²
- Parque nacional de Kimbi-Fungom, 990 km²
- Parque nacional del Monte Camerún, 581 km²
- Parque nacional de Deng Deng, 687 km²
- Parque nacional de Kalamaloué, 66.89 km² (propuesto)
- Parque nacional de Mefou, 11.01 km² (propuesto)
- Parque nacional de Tchabal Mbabo, 1.068 km² (propuesto)
- Parque nacional de Manyange na Elombo-Campo, 1.103 km² (propuesto)
- Parque nacional de Ndongere, 2.345 km² (propuesto)
- Parque nacional de Ma Mbed Mbed, 142 km² (propuesto)
- Parque nacional de Mozogo Gokoro, 17,24 km² (propuesto)
- Parque nacional de Kom, 678 km² (propuesto)
- Parque nacional de Ebo (1.417 km² (propuesto)

### Santuarios de la naturaleza
- Santuario de la naturaleza de Bayang-Mbo, 664 km²
- Santuario de la naturaleza de Kilum Ijim, 11 km²
- Santuario de la naturaleza de Kagwene, 19 km²
- Santuario de la naturaleza de Tofala, 1.567 km²
- Santuario de la naturaleza de Rumpi Hills, 452 km²
- Santuario de la naturaleza de Mengame, 267 km²

- Reserva de fauna de Ngoyla-Mintom, 1.566 km²
- Reserva de fauna de Dja, 5.266 km²
- Reserva de fauna del lago Ossa, 45,39 km²
- Reserva de fauna de Douala Edéa, 2.715 km²
- Reserva de fauna de Santchou, 95 km²